# Hallsberg
Hallsberg è una città della Svezia, capoluogo del comune omonimo ed estesa anche sul territorio del comune di Kumla, nella contea di Örebro. Ha una popolazione di 7.122 abitanti.